# Magistrale feroviare în România
Cele 9 magistrale aflate în administrarea operatorului național Căile Ferate Române (CFR) reprezintă principalele artere de circulație feroviară din România. Întreaga infrastructură a CFR însumează  13.807 km și împreună cu cei 6.923 km de linii existente în stații formează rețeaua feroviară a României. Din cei 20.730 km aflați în exploatarea CFR, 17.535 km de infrastructură este publică, iar 3.197 km privată. Infrastructura feroviară publică aparține statului și este atribuită în concesiune Companiei Naționale de Căi Ferate “CFR” -SA.

## Istoric[2]
În 20 august 1854 a fost dată în folosință prima cale ferată construită pe teritoriul de azi al României, linia Oravița-Baziaș, în lungime de 62,5 km, utilizată la transportul cărbunelui.
| 100 |

| 200 |

| 300 |

| 400 |

| 500 |

| 600 |

| 700 |

| 800 |

| 1000 |